# San Pedro del Monte (Guanajuato)
San Pedro del Monte es una localidad del estado mexicano de Guanajuato. Es parte del municipio de León.

## Toponimia
El nombre «San Pedro» hace referencia al santo patrono de la localidad: Pedro el Apóstol.

## Demografía
| Gráfica de evolución demográfica |
|                                  |

| Censo | Población |
| ----- | --------- |
| 1900  | 350       |
| 1910  | 361       |
| 1921  | 338       |
| 1930  | 338       |
| 1940  | 318       |
| 1950  | 319       |
| 1960  | 644       |
| 1970  | 1 094     |
| 1980  | 237       |
| 1990  | 585       |
| 2000  | 676       |
| 2010  | 857       |
| 2020  | 1 019     |